# گابریل کورئا
گابریل کورئا (اسپانیایی: Gabriel Correa‎؛ زادهٔ ۱۳ ژانویهٔ ۱۹۶۸) بازیکن سابق و مربی فوتبال اهل اروگوئه است.
از باشگاه‌هایی که در آن بازی کرده‌است می‌توان به باشگاه فوتبال سویا، باشگاه فوتبال پنیارول، باشگاه فوتبال رئال مورسیا، باشگاه فوتبال هرکولس، و باشگاه فوتبال رئال وایادولید اشاره کرد.
وی همچنین در تیم ملی فوتبال اروگوئه بازی کرده‌است.